# Erland Kleen
Eric Wilhelm Erland Kleen, född 29 januari 1911 i Sankt Petersburg, Ryssland, död 25 januari 2004 i Oscars församling, Stockholm, var en svensk diplomat.

## Biografi
Kleen avlade studentexamen 1930, reservofficersexamen 1932, juris kandidatexamen i Lund 1936 och filosofie kandidatexamen 1974. Han blev attaché vid Utrikesdepartementet (UD) 1937, tjänstgjorde vid beskickningen i Washington, D.C. och generalkonsulatet i Montréal samt vid UD 1938–1940, vid UD:s handelsavdelning 1940–1942 och var andre vicekonsul vid UD:s disponibilitet 1942 samt tillförordnad chargé d’affaires i Budapest 1942.
Kleen blev direktörsassistent i Sveriges allmänna exportförening 1943, biträdande direktör 1945, konsul i Wellington 1946, förste sekreterare vid UD 1948, byråchef 1950 samt ordförande, ombud och sakkunnig i handelspolitiska förhandlingar 1941–1952. Han var därefter handelsråd i London 1952 samt utrikesråd och chef för personalavdelningen vid UD 1954–1960.
Kleen var generalkonsul i Hamburg 1960–1964, sändebud i Addis Abeba 1964–1967, inspektör vid UD 1967–1972, ordförande och export i olika UD-utredningar 1969–1971 och var till utrikesministerns förfogande 1972–1976. Han skrev uppsatser och artiklar i historiska och religionshistoriska ämnen.

### Familj
Erland Kleen var son till kapten Erland William af Kleen (1866–1911) av adelsätten af Kleen och friherrinnan Ellen von Blixen-Finecke samt halvbror till direktören Nils af Kleen. Han gifte sig 1939 med Karin Engberg (född 1915), dotter till direktören Axel Engberg och Sigrid Andersson. Han är far till Lars Kleen (född 1941) och Peter Kleen (född 1943). Han avled 2004 och gravsattes på Galärvarvskyrkogården i Stockholm.

## Utmärkelser
Kleens utmärkelser:
- Kommendör av Nordstjärneorden (KNO)
- Minnesmedaljen över kolonien Nya Sverige i Amerika (NyaSvM)
- Kommendör av 1. graden av Danska Dannebrogsorden (KDDO1gr)
- Kommendör av 1. klass av Finlands Lejons orden (KFinlLO1kl)
- Kommendör av 1. klass av Norska Sankt Olavsorden (KNS:tOO1kl)
- Kommendör av Storbritanniska Victoriaorden (KStbVO)
- Officer av Spanska civilförtjänstorden (OffSpCfO)
- Riddare av Ungerska förtjänstorden (RUngFO)
- Riddare av Mexikanska Örnorden (RMexÖO)